# تحصیل توبه تک سینگ
تحصیل توبه تک سینگ (به انگلیسی: توبه تک سینگ Tehsil) یک تحصیل در پاکستان است که در پنجاب واقع شده‌است.